# 偕成社文庫
偕成社文庫（かいせいしゃぶんこ）は、1975年に偕成社が創刊した児童向け文庫である。版型はB6判。

## 特徴
児童向けではあるが、海外作品については完訳を基本としている。日本の作品については、他社で出版されたものの再録も多い。
読者は小学3・4年以上、小学5・6年以上、および中学以上を想定している。
2013年11月時点での刊行数は317点である。
ジャンルとしては、
- 日本の名作文学　51点
- 世界の名作文学　100点
- 日本と世界のむかし話　26点
- 現代の児童文学　78点
- 推理・探偵・怪奇小説　41点
- ノンフィクション 21点

がある。（いずれも2013年11月）

## 主な作品
シリーズについてはまとめて記述している。

### 日本の名作文学
- 泣いた赤おに、浜田廣介作
- 二十四の瞳、壺井栄作
- ビルマの竪琴、竹山道雄作
- 風の又三郎、宮沢賢治作
- 一ふさの葡萄、有島武郎作
- 山椒大夫・高瀬舟、森鷗外作
- 次郎物語、下村湖人作
- 坊っちゃん、夏目漱石作

### 世界の名作文学
- フランダースの犬、ウィーダ作、雨沢泰訳
- モンテ・クリスト伯、アレクサンドル・デュマ作、大友徳明訳
- 宇宙戦争、ウェルズ作、雨沢泰訳
- 海底二万里、ヴェルヌ作、大友徳明訳
- 家なき子、エクトール・マロ作、二宮フサ訳
- レ・ミゼラブル、ユーゴー作、大野多加志・岩瀬孝訳
- 白雁物語〈スノー・グース〉、ギャリコ作、古沢安二郎訳
- シートン動物記、シートン作、白柳美彦訳
- 赤毛のアン、モンゴメリ作、茅野美ど里訳
- 若草物語、ルイザ・メイ・オルコット作、安藤一郎訳
- ニルスの不思議な旅、ラーゲルレーヴ作、香川節・香川鉄蔵訳
- ふしぎの国のアリス、キャロル作、芹生一訳
- トム=ソーヤーの冒険、トウェイン作、吉田甲子太郎訳

### 日本と世界のむかし話
- 日本のむかし話、坪田譲治著
- 星と伝説、野尻抱影著

### 現代の児童文学
- 屋根裏部屋の秘密、松谷みよ子作
- 水曜日のクルト、大井三重子著 - めもあある美術館を収録
- 新十津川物語、川村たかし著
- りゅうのたまご、佐藤さとる作
- 大どろぼうホッツェンプロッツ、オトフリート・プロイスラー作、中村浩三訳
- スマイラー少年の旅、ヴィクター・カニング（英語版）作、中村妙子訳

### 推理・探偵・怪奇小説
- シャーロック＝ホームズの冒険、コナン・ドイル作、各務三郎訳
- オリエント急行殺人事件、クリスティ作、茅野美ど里訳
- 怪盗紳士ルパン、モーリス・ルブラン作、竹西英夫訳

### ノンフィクション
- ぼくは盲導犬チャンピイ、河相洌著 - チャンピイを題材としている。
- 象のいない動物園、斎藤憐作
- コンチキ号漂流記、ハイエルダール作、神宮輝夫訳 - コンティキ号を題材としている。
- 子ぎつねヘレンがのこしたもの、竹田津実作